# Urospatha friedrichsthalii
Urospatha friedrichsthalii är en kallaväxtart som beskrevs av Heinrich Wilhelm Schott. Urospatha friedrichsthalii ingår i släktet Urospatha och familjen kallaväxter. Inga underarter finns listade.

## Bildgalleri

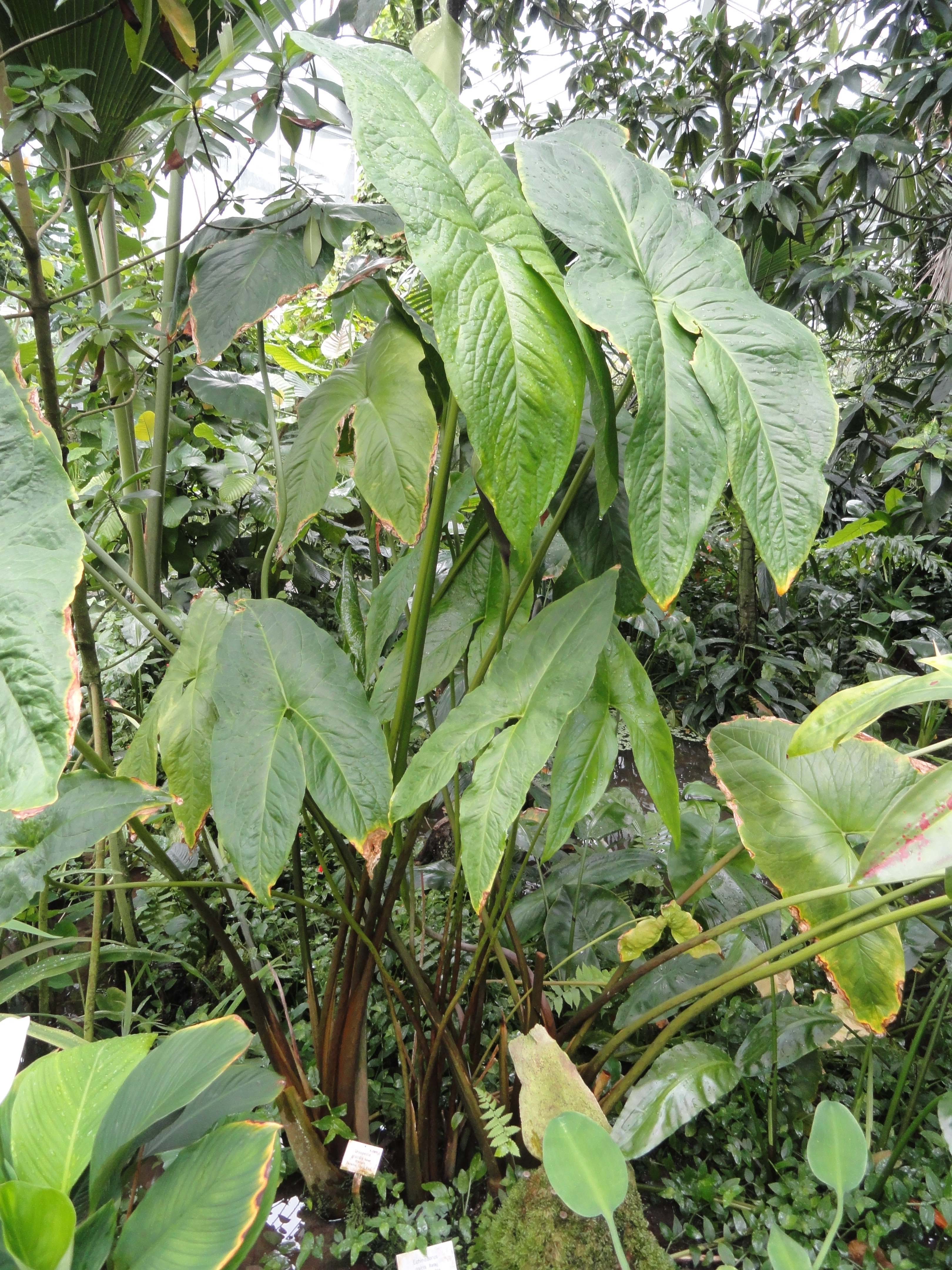